# Swift Current
Swift Current è una città del Canada, situata nella provincia del Saskatchewan.